# Covid long
Wikipédia ne donne pas de conseils médicaux ou sanitaires. Cet article est susceptible de contenir des informations obsolètes ou inexactes. Seul un professionnel de la santé est apte à vous fournir un avis médical, et seules les autorités sanitaires de votre pays sont compétentes pour donner des consignes de santé publique relatives à la pandémie de Covid-19.
Pour un article plus général, voir Maladie à coronavirus 2019.
 Mise en garde médicale
Le Covid long, parfois appelé syndrome Covid chronique ou syndrome post-Covid-19, est le nom communément donné aux séquelles à long terme engendrées par la maladie à coronavirus 2019 (Covid-19) chez les personnes infectées, même après la période de convalescence typique,,. Les deux symptômes les plus fréquents sont l'asthénie (fatigue anormale) et une dyspnée (essoufflement). Mais ils peuvent être également accompagnés par des céphalées (maux de tête), une parésie (faiblesse musculaire), une anosmie (perte d'odorat), une agueusie (perte du goût) ou un brouillard cérébral (pouvant traduire des dysfonctionnements cognitifs).
Après plusieurs modifications de sa définition,, le terme est désormais utilisé pour caractériser une présence de symptômes durant plus de 4 semaines. Selon la Haute Autorité de santé, 10 % des personnes ayant contracté la Covid-19 ont encore des symptômes plus de 6 mois après,.
Ce syndrome, encore mal compris, est aussi observé chez des jeunes sans comorbidités et chez des patients n'ayant pas développé de forme grave.
Les enfants, originellement plutôt épargnés par les formes graves de la Covid, y seraient vulnérables. Les femmes semblent plus affectées que les hommes. La réactivation du virus d'Epstein-Barr (de la mononucléose) dormant serait une cause possible de ces symptômes.
Le suivi d'environ 100 000 participants aux essais de développement d'un vaccin a conclu (en décembre 2020) que la vaccination contre la Covid ne provoque pas de Covid long, contrairement aux cas d'infections naturelles,,. Fin 2021, le vaccin ne protégeant qu'une partie des vaccinés contre le Covid long, dans les foyers et régions à taux d'infection élevés, de nouveaux cas de Covid longs sont attendus (même si le taux de vaccination est élevé).

## Terminologie
« Covid long » est une traduction littérale de l'anglais Long COVID. En juin 2020, après un sondage effectué auprès de plusieurs centaines de malades dans un groupe Facebook, l'expression est adoptée en remplacement de l'expression « « Aprèsj20 » moins explicite. Elle est ensuite reprise par les médias et les réseaux sociaux,.
L’Organisation mondiale de la santé (OMS) préfère les termes « affection post-Covid-19 » ou « Covid-19 de longue durée », quant à l’Office québécois de la langue française et le Bureau de la traduction, ils recommandent le terme « syndrome post-Covid-19 »,.
Les termes anglophones adjacents Longhaul COVID (et Long-hauler pour une personne souffrant d'un Covid long) furent ensuite repris par la plupart des personnes affectées,,,,.

## Définition
L'Assurance maladie Française et la Haute Autorité de santé (HAS) proposent en janvier 2023 la définitionsuivante :
- Infection vérifiée ou supposée au SRAS COV-2 (phase aigue confirmée ou probable).
- Apparition de symptômes (Cognitifs, ORLs, Fatigue, Digestifs, Cardio/Respiratoires...) persistants, apparaissants ou réapparaissants après 4 semaines.
- L'état du patient n'est pas explicable par un autre diagnostique médical.

## Incidence
Au début de la pandémie de Covid-19 (fin 2019/début 2020), il fut rapidement établi que les symptômes de cette maladie persistaient parfois, quel qu'ait été le degré de sévérité initial,. Cela concernerait aussi bien des personnes ayant développé des formes légères et modérées de la maladie que des personnes qui ont été gravement atteintes. 

### Entre 10 et 30% de COVID long en population générale
Selon l'OMS en mars 2021, les COVID longs concerneraient 10 à 15 % des personnes infectées, soit près de 11,5 millions de personnes dans le monde, et 250 000 à 300 000 en France. La HAS donne les mêmes chiffres : 10% à six mois.
Une étude de l'agence nationale Santé publique France parue en juillet 2022 indique quant à elle que « 30% des personnes ayant eu une infection par le SARS-CoV-2 présentaient les critères d’un « COVID long » ».
Les premières études estimèrent que 10 % à 20 % des malades du Covid-19 présentaient des symptômes durant plus d'un mois. Ces études étaient basées sur les suivis des personnes hospitalisées pour une forme grave de la maladie, parfois placées sous respiration artificielle, et dont le rétablissement était bien plus long.
Des études ultérieures appuyèrent le fait qu'approximativement 10 % des malades continuaient à manifester des symptômes importants après trois semaines, alors que 90 % semblaient libérés de tout symptôme.
Une revue suédoise de question associée à une étude qualitative menée sur cinq jeunes Suédois (de neuf à quinze ans) atteints du Covid, publié en décembre 2020, suggéra que les enfants pouvaient être aussi vulnérables à certains symptômes du Covid long,. Ils incluent la fatigue intense, la dyspnée, les palpitations cardiaques et des douleurs thoraciques. Les auteurs suggèrent que les femmes sont plus exposées aux symptômes prolongés que les hommes.
Une étude de 2024 suggère que les femmes ont 30% de risque en plus que les hommes de développer un Covid long, et plus encore après 40 ans. Le risque dépend de l'âge, du nombre de grossesses et de la ménopause, indiquant une dépendance possible du Covid long aux hormones.
Selon les épidémiologistes, il est hautement probable qu'en 2024 en France, entre 400 000 et 600 000 adultes voient leur qualité de vie considérablement affectée, voire gravement affectée, en raison des effets persistants du Covid-19.

### Jusqu'à 80% de Covid long chez les patients hospitalisés
Chacun peut développer un Covid long (le taux de cas pédiatriques est proche de la moyenne générale), mais le rétablissement est plus long chez les personnes devant être hospitalisées.

Une majorité (jusqu'à 80 %) de ces derniers présentent des symptômes à long terme (dont fatigue et essoufflement),. Une infection initiale sévère (nécessitant une assistance ventilatoire mécanique notamment) prédispose au syndrome de soins post-intensifs après guérison.
La majorité des patients hospitalisés à Wuhan présentaient toujours au moins un symptôme six mois après l'infection ; et les plus atteints avaient toujours une grande difficulté à respirer correctement. Et parmi les 1 733 patients sortis de l'hôpital, les symptômes pouvant se manifester six mois plus tard étaient la « fatigue ou la faiblesse musculaire » (63 %), les troubles du sommeil (26%) et « l'anxiété ou la dépression »(23%),.
En janvier 2021, une étude britannique révéla que parmi les 47 780 personnes sorties des hôpitaux au cours de la première vague au Royaume-Uni, un tiers d'entre elles (29,4 %) furent réadmis à l'hôpital dans les 140 jours suivant leurs sorties et un huitième (12,3 %) y décédèrent. Beaucoup de ces personnes revenaient avec un nouveau diagnostic, ayant au passage développé des problèmes cardiaques, rénaux, hépatiques, ainsi que du diabète.
En mars 2021, selon l'Association indonésienne des médecins, jusqu'à 21 % des patients guéris souffriraient d'un long Covid. Mais une enquête auprès de 463 personnes suggére que 63,5 % du groupe interrogé présentaient des symptômes (fatigue et toux le plus souvent, devant des douleurs musculaires et maux de tête)[réf. nécessaire].
Un épidémiologiste australien de l'université Griffith a déclaré que l'impact clinique à long terme de nombreux cas de Covid long est inconnu. À cette date, l'Indonésie avait enregistré 1,3 million de cas de Covid et plus de 36 000 décès.
En mai 2021, une étude française publiée dans la revue Clinical Microbiology and Infection a suivi, depuis le 27 janvier 2020, 1 137 personnes prises en charge pendant la première vague, sous l'égide de l'Institut national de la santé et de la recherche médicale (Inserm). L'étude examine dix symptômes attestés par visite médicale (fatigue, dyspnée, douleurs articulaires et musculaires, céphalées, toux, rhinorrhée, perte du goût et de l'odorat). Six mois après infection, l'étude recense : 
- 60 % des patients hospitalisés à cause du Covid-19 sont toujours affectés par au moins un symptôme ;
- 25 % présentent « trois symptômes ou plus » ;
- 2 % ont « dû être hospitalisés à nouveau » ;
- 7 % des patients n'ont pas retrouvé le goût ou l'odorat un semestre après leur infection ;
- 29 % de ceux qui avaient initialement une activité professionnelle n'ont pas pu reprendre leurs fonctions.

Jad Ghosn (auteur principal) de l'article, parle de « séquelles » plutôt que de Covid long, le virus n'étant plus détectable dans l'organisme chez la plupart des patients. L'étude ambitionne de suivre les patients sur 18 mois. Il avait d'abord été décidé de suivre «« les symptômes classiquement décrits » dans les maladies respiratoires. La diversité des séquelles a conduit à envisager des tests supplémentaires (sur la mémoire, la concentration, les séquelles cardiaques, la qualité de vie ou la force musculaire). La cohorte suivie s'est élargie jusqu'à atteindre plus de 4 300 personnes, afin notamment de comparer les effets à long terme des différents variants.

## Liste des symptômes
D'après les connaissances disponibles en mai 2021, les symptômes les plus rapportés par les patients atteints de Covid long étaient,,,, :
- Troubles généraux
  - Fatigue intense ;
  - Faiblesse musculaire ;
  - Douleurs articulaires ;
  - Douleurs aiguës dans les bras et les jambes ;
  - Fièvre légère ;
  - Diarrhées et vomissements ;
  - Démangeaisons ;
  - Perte de cheveux ;
  - Perte de dents ;

- Troubles rénaux
  - Calculs rénaux ;
  - Apparition de diabète ;

- Troubles cardiaques
  - Apparition d'hypertension ;
  - Palpitations cardiaques

- Troubles cognitifs
  - Troubles de l'attention ;
  - Mémoire vacillante ;
  - Changements d'humeur, parfois accompagné par de la dépression ;
  - Troubles du sommeil ;

- Troubles neurologiques
  - Dystonie neurovégétative ;
  - Tremblement essentiel ;
  - Amnésie ;
  - Apathie ;
  - Ataxie ;
  - Migraines ;
  - Perte de goût (Agueusie) et d'odorat (Anosmie) ;
  - Accidents vasculaires ischémiques[47] ;
  - Accident vasculaire cérébral ;

- Troubles pulmonaires et ORL
  - Toux de longue durée ;
  - Maux de gorge et difficultés de déglutition ;
  - Essoufflement ;
  - Douleurs à la poitrine ;

## Causes
Il n'y a pas encore de consensus scientifique sur les causes ni les raisons pour lesquelles seuls certains individus développent des symptômes longs.
Selon une analyse préliminaire du National Institute for Health Research du Royaume-Uni, quatre caractéristiques sont associées à cette persistance, :
- dommages importants à certains organes vitaux (cœur et poumons notamment) ;
- syndrome de soins post-intensifs ;
- syndrome de fatigue post-virale ;
- symptômes continus du Covid-19 ;
- atteinte du nerf vague.

Fin 2021, plusieurs hypothèses d'explications coexistent :
- un réservoir de virus persisterait, caché dans certains tissus de l'organisme (intestin, foie ou cerveau), peut-être en raison d'une réponse immunitaire insuffisante ou contournée[7] ;
- réinfection (par exemple, à la suite d'une autre mutation du virus) ; le variant Delta pourrait diminuer la protection vaccinale contre la forme longue de la COVID. Les malades « Delta » semblent expirer un grand nombre de particules infectieuses ; une partie des infections qu'ils transmettent autour d'eux pourraient être caractérisées par une forte charge virale initiale, facilitant la réplication virale, même des patients bien vaccinés, et donnant plus de chance au virus d'avoir le temps de se protéger dans un réservoir, et/ou de causer une réponse immunitaire hyperactive, dont l'un ou l'autre pourrait alors conduire à un long Covid, suggère-t-elle[15], plus transmissible, via un plus grand nombre de virions expirés.
- lésions inflammatoires dues à une forte réponse immunitaire (choc cytokinique), déclenchée par l'infection initiale qui pourrait générer des anticorps et d'autres réactions immunologiques contre les propres tissus du corps persistant après la fin de l'infection[15] ;
- déconditionnement physique à la suite du manque d'exercice ;
- séquelles post-traumatiques en particulier chez les personnes affectées par l'anxiété, la dépression, des problèmes d'insomnie ou d'autres problèmes de santé mentale[49] ;
- Réactivation de virus de la mononucléose infectieuse.

### Séquelles pulmonaires
Comme pour la plupart des survivants du syndrome de détresse respiratoire aiguë, la dyspnée est le symptôme persistant le plus courant après un Covid-19 grave, avec une prévalence de 42 à 66 % après plus de 60 jours de suivi. Par exemple, parmi 1800 patients espagnols qui ont dû subir une trachéotomie au cours d'un épisode aigu, seuls 52 % ont réussi à être sevrés de la ventilation mécanique un mois plus tard. Cela s'explique par une baisse de la capacité de diffusion pulmonaire (la quantité de gaz absorbé par le sang des capillaires pulmonaires à partir du gaz alvéolaire), phénomène déjà observé chez des survivants de la grippe H1N1. L'invasion des cellules alvéolaires par le SRAS-CoV-2, ou l'inflammation périvasculaire, participent à la rupture des barrières endothéliales et épithéliales avec invasion de monocytes et de granulocytes neutrophiles et extravasation d'un blastème riche en protéines,,,,.
Par ailleurs, environ 40 à 50 % des Covid-19 asymptomatiques pourraient présenter des anomalies radiographiques des poumons, le plus souvent des nodules en verre dépoli,. Le verre dépoli aigu exprime un œdème, une hémorragie ou simplement une inflammation pulmonaire. Généralement il faut moins de 3 mois pour que ces nodules disparaissent.

### Réactivation de la mononucléose
Une étude préliminaire de juillet 2021 relève la présence d'anticorps du virus d'Epstein-Barr (EBV) chez 73 % de patients souffrant de « Covid long ». Ce virus de la même famille que l'herpès et responsable de la mononucléose infectieuse est fréquemment contracté à l'adolescence et reste latent chez 95 % des adultes. L'affaiblissement général et l'inflammation causés par la Covid-19 pourrait, chez certains patients, réactiver ce virus dormant. Les symptômes du « Covid long » ne seraient alors pas imputables directement au coronavirus mais à l'EBV qu'il serait alors judicieux de détecter chez les malades de la Covid-19.

### Persistance du virus dans l'organisme?

#### Tropisme du SARS-CoV-2
Le SARS-CoV-2 est capable d'infecter de nombreux organes. Il avait été constaté dans le cas du SARS-CoV-1 que lorsque les glandes parathyroïdes étaient infectées, il n'y avait pas de réaction inflammatoire dans cet organe. Or le Covid long est parfois comparé aux autres syndromes post-infectieux, parmi lesquels le syndrome post-Ebola. Bien que le lien ne soit pas encore totalement établi, certains cas documentés montrent que le virus d'Ebola peut survivre pendant des mois dans certaines parties du corps inaccessibles au système immunitaire (exemples : yeux et testicules),.
| Systèmes                                      | Organes                                                        | Cellules                                                                                            | SARS-CoV-1 | SARS-CoV-2 |
| --------------------------------------------- | -------------------------------------------------------------- | --------------------------------------------------------------------------------------------------- | ---------- | ---------- |
| Appareil respiratoire                         | Nez                                                            | Nasal brushing epithelial cells                                                                     | ?          | +          |
|                                               |                                                                | Nasal turbinate epithelial cells                                                                    | ?          | +          |
|                                               |                                                                | Nasal airway epithelial cells                                                                       | ?          | +          |
|                                               | Mesopharynx / Oropharynx                                       | Glotte ?                                                                                            | ?          | +          |
|                                               | Épiglotte                                                      | Cellules épithéliales de l'hypopharynx ?                                                            | ?          | +          |
|                                               | Trachée                                                        | Cellules épithéliales ciliées / Ciliated cells                                                      | +          | +          |
|                                               |                                                                | Cellules épithéliales calciformes / Goblet cells                                                    | +          | +          |
|                                               | Bronches                                                       | Cellules épithéliales séreuses / Serous cells                                                       | +          | +          |
|                                               |                                                                | Bronchial mucous gland epithelial cells                                                             | -          | ?          |
|                                               | Poumons / voies inférieures                                    | Cellules épithéliales alvéolaires de type I                                                         | +          | +          |
|                                               |                                                                | Cellules épithéliales alvéolaires de type II                                                        | +          | +          |
|                                               |                                                                | Macrophages alvéolaires                                                                             | +          | +          |
| Appareil digestif                             | Langue / tongue                                                | papilles gustatives                                                                                 | ?          | +          |
|                                               | Glandes submandibulaires                                       | Cell membrane/brush border of the main ducts, interlobular excretory ducts and interlobular ducts ? | ?          | +          |
|                                               | Œsophage                                                       | Cellule progénitrice sécrétoire / secretory progenitor cell ?                                       | -          | +          |
|                                               | Estomac / Stomach                                              | Cellules pariétales / gastric parietal cells                                                        | +          | +          |
|                                               |                                                                | Cellules principales / gastric chief cell                                                           | -          | ?          |
|                                               | Foie / liver                                                   | Hépatocytes                                                                                         | +          | +,         |
|                                               | Vésicule biliaire / gallbladder                                | Primordium cell                                                                                     | ?          | +          |
|                                               | Pancréas                                                       | Îlot de Langerhans / pancreatic islet cells                                                         | +          | +          |
|                                               | Intestin grêle (Duodénum, Jejunum et Iléon) / small intestinal | Cellules épithéliales + Enterocyte progenitor cells ?                                               | +          | +          |
|                                               | Gros intestin (côlon et rectum)                                | Goblet cells ?                                                                                      | ?          | +          |
| Système immunitaire / immune system           | Système lymphatique / lymph nodes                              | Tonsille palatine                                                                                   | -          | +          |
|                                               |                                                                | Ganglions lymphatiques cervicaux / cervical lymph nodes                                             | -          | +,         |
|                                               |                                                                | Ganglions lymphatiques de Hilar / hilar lymph nodes                                                 | -          | +          |
|                                               |                                                                | Ganglions lymphatiques périaortiques (en)                                                           | -          | +          |
|                                               | Rate / spleen                                                  | Pulpe rouge / red pulp                                                                              | -          | +,         |
|                                               | Appendice iléo-cæcal                                           | Glandular cells                                                                                     | ?          | +          |
| Système cardiovasculaire / circulatory system | Vaisseaux sanguins (artères, veines) / Blood vessels,          | Artère pulmonaire                                                                                   | ?          | +          |
|                                               |                                                                | Crosse de l'aorte                                                                                   | ?          | +          |
|                                               |                                                                | Aorte abdominale suprarénale                                                                        | ?          | +          |
|                                               | Cœur / heart                                                   | Cardiomyocytes / myocardial cells                                                                   | +          | +          |
| Système nerveux central                       | Moëlle épinière                                                | Cordes cervicale, thoracique et lombaire                                                            | -          | +          |
|                                               | Lobe frontal                                                   | Neural and capillary endothelial cells                                                              | ?          | +,         |
|                                               | Hippocampe                                                     | Cellule pyramidale ?                                                                                | ?          | +          |
|                                               | Cervelet                                                       | Cellules gliales ?                                                                                  | -          | +          |
|                                               | Pont de Varole                                                 | | ?          | +          |
| Système endocrinien                           | Glande surrénale / adrenal gland                               | Cellules cortico-surrénales / adrenal cortical cells                                                | +          | +          |
|                                               | Thyroïde                                                       | Cellules épithéliales folliculaires / follicular epithelial cells                                   | -          | +          |
|                                               | Glande parathyroïde                                            | Cellules d'oxyphile / acidophilic cells of the parathyroid                                          | +          | ?          |
|                                               | Hypophyse / Pituitary                                          | Cellules acidophiles / acidophilic cells                                                            | +          | ?          |
| Systèmes urinaire et génital                  | Rein / kidney                                                  | Tubule contourné distal / distal convoluted renal tubules + Mesangial cell (en) ?                   | +          | +,         |
|                                               | Testicule / testis                                             | Peritubular myoid cell (en) ?                                                                       | -          | +          |
|                                               | Prostate                                                       | Cellules épithéliales                                                                               | ?          | -          |
|                                               | Ovaire / ovary                                                 | | -          | -          |
|                                               | Utérus                                                         | Cellules épithéliales ?                                                                             | -          | +          |
| Système tégumentaire                          | Peau / skin                                                    | Cellules épithéliales des glandes sudoripares / sweat gland epithelial cells                        | +          | +          |

#### Études montrant une persistance virale
En décembre 2022, les résultats de plusieurs études scientifiques suggèrent la persistance du virus dans l'organisme :
- Des analyses post-mortem chez 27 patients dont l'état s'est dégradé après qu'ils se sont apparemment remis du COVID-19 montrent une persistance d'ARN viral dans différents types de cellules (ce, alors que leurs tests nasopharingés sont négatifs)(article de janvier 2023) [82].
- La microscopie électronique et la coloration immunohistochimique montrent la présence du virus du SRAS-CoV-2 dans les corps caverneux péniens des patients un mois après leur guérison du COVID-19 (article de novembre 2023) [83].
- L'ARN du SRAS-CoV-2 et la protéine Spike ont été détectés dans les selles de nouveau-nés nés de mères ayant résolu le COVID-19, ce qui suggère la possibilité de réservoirs viraux intestinaux persistants (article de mai 2022)[84].
- L'antigène de la protéine Spike est retrouvé dans le plasma de patients covid long jusqu'à 12 mois après le diagnostic (article de septembre 2022)[85],[86].
- L'ARN du virus est retrouvé dans les selles jusqu'à 7 mois après le diagnostic (article d'avril 2022)[87].
- L'ARN du virus et la protéine de nucléocapside sont retrouvés dans la muqueuse intestinale jusque 7 mois après le diagnostic (article de mai 2022)[88].
- La fréquence des cellules T spécifiques du virus et exprimant du TNF-α et de IFN-γ est liée statistiquement à l'intensité de la dyspnée des patients covid long (article de mai 2022)[89].
- Dans une review sur le covid long, il apparait que cette maladie semble avoir une base génétique, qui prédispose les individus à avoir une capacité immunologique diminuée pour éliminer complètement le virus, avec des parties résiduelles du virus qui persistent (article de mai 2022) [90].
- Chez les patients souffrant de covid-19, la persistance virale du Sars-Cov-2 est associée à un enrichissement en monocytes classiques et en cellules dendritiques plasmacytoïdes dans les échantillons de cellules mononucléaire du sang périphérique (article de février 2022) [91].
- La protéine de nucléocapside virale est détectée dans l'appendice et le tissu mammaire respectivement de 2 patients covid long, 175 et 462 jours après le diagnostic positif. On a aussi détecté l'ARN viral de sens négatif ce qui suggère une réplication virale en cours (article en preprint de février 2022)[92].
- Des chiens entraînés à identifier COV ont discriminé de manière positive 23/45 des patients COVID long et 0/188 témoins (p<.0001) (article en preprint de janvier 2022)[93].
- L'ARN du virus est détecté à l'autopsie (44 patients) dans de multiples sites  jusqu'à 230 jours après l'apparition des symptômes (article en preprint de décembre 2021)[94].
- Une hypothèse est qu'une partie du covid long pourrait être due à une infection systémique persistante, le superantigène du virus sur-stimulant les réponses immunitaires anti-virales, induisant ainsi des boucles de rétroaction négative, qui paradoxalement permettraient au virus de persister (article de février 2021)[95]
- Le système nerveux central peut servir de réservoir à de nombreux virus, qui peuvent alors contribuer à des dommages tissulaires et des processus neuroinflammatoires (article d'avril 2021) [96].
- L'ARN du virus et une réactivité immunitaire sont retrouvés dans des biopsies intestinales après une infection au SARS-COV-2 chez 7 personnes asymptomatiques sur 14 (article de janvier 2021)[97].
- L'ARN du virus est retrouvé dans  la muqueuse olfactive de patients présentant une persistance à long terme de l'anosmie associée au COVID-19 (article de mai 2021)[98].
- Le SRAS-CoV-2 peut exister dans le tractus gastro-intestinal des enfants pendant plus longtemps que dans le système respiratoire (article de juin 2020) [99].
- Dès mai 2020, une publication indique que chez une minorité de patients COVID-19, les organes extrapulmonaires (système nerveux central, yeux, cœur et intestin) peuvent servir de réservoir pour le SRAS-CoV-2, et liste ses implications potentielles dans la pathogenèse de la maladie (article de mai 2020) [100].
- Alexandre Bruno Raul Freitas (bibliographie sur ResearchGate), M.D. à l'Université de Sao Paulo a réalisé une vaste compilation d'études démontrant la capacité du virus à persister dans l’organisme et/ou à y être réactivé (en février 2023, cette compilation recense 123 articles), ainsi qu'une seconde bibliographie traitant de ce sujet (en février 2023, celle-ci recense 165 articles additionnels).
- En février 2024, dans Nature[101], une large étude communautaire faite au Royaume-Uni, conclue que les personnes qui avaient un virus persistant dans le nez ou la gorge au moins 30 jours après l'infection étaient 50 % plus susceptibles de signaler des symptômes de Long Covid à 12 semaines ou plus[102].

## Facteurs de risque
Selon une étude du King's College London publiée le 21 octobre 2020 les facteurs de risque d'un Covid long peuvent inclure, :
- être âgé de plus de cinquante ans ;
- disposer d'un indice de masse corporelle avoisinant ou surpassant 30 (surpoids et obésité) ;
- présenter de l'asthme ;
- présenter plus des cinq symptômes ayant trait au Covid-19 durant les premiers jours de la maladie (ex : toux, fatigue, maux de tête, diarrhée, perte de l'odorat). Cinq symptômes étant le nombre médian relevé.

Bien que les femmes soient moins susceptibles de développer une forme sévère du Covid-19, elles semblent cependant plus exposées au Covid long que les hommes.

## Réponses
Outre les mesures barrières et la vaccination, une réponse a été de financer l'effort de recherche sur la COVID longue.

### Recherche internationale
Jusque fin 2020, la plupart des suivis (dont par les CDC aux États-Unis) ne concernaient pas les cas bénins de COVID-19. Ces suivis ont donc pu manquer certains cas de COVID longs.
Elle se déroule en outre essentiellement dans les pays riches, bénéficiant notamment de 1,15 milliard de dollars US affichés en décembre 2020 par le Congrès américain au NIH (pour 4 ans). En juin, 2021, le NIH a lancé un programme dédié (‘RECOVER’) visant à suivre des dizaines de milliers de patients de tous âges, avec et sans COVID longue, vaccinés ou non, après une infection aiguë à coronavirus, comparés à des non-infectés.
Un risque est qu'à partir de 2021, les pays à forte couverture vaccinale testent moins leur population, ce qui fera perdre des statistiques importants pour évaluer la prévalence des infections à bas bruit et l'influence de la vaccination sur la COVID longue. Dans ce cas, les patients victimes de COVID longue après une infection légère ou asymptomatique risquent de ne pas avoir les informations et le traitement dont ils ont besoin.

### Réponses par pays

#### Australie
En octobre 2020, il fut décidé par le Royal Australian College of General Practitioners (RACGP), principal organisme des médecins généralistes d'Australie, que les symptômes de l'infection post-Covid-19 (fatigue, essoufflement et douleurs thoraciques) devront impérativement être pris en charge par les médecins généralistes afin de prévenir des maladies cardiaques ou pulmonaires potentielles pouvant se manifester dans le futur.

#### États-Unis
Lors d'une conférence de presse le 23 janvier 2021, l'immunologiste Anthony Fauci, en sa qualité de conseiller médical de l'Administration Biden, émit de fortes inquiétudes quant au degré de gravité du Covid long chez certains individus ainsi que de sa progression ininterrompue au sein de la population. Indiquant prendre le problème au sérieux, il rappela que ce syndrome pouvait se manifester assez tard, même dans les cas originellement asymptomatiques du Covid-19,.
Dans une autre perspective, des cliniques spécialisées uniquement consacrées au traitement des formes longues du Covid commencent à apparaitre aux États-Unis.
Des recherches menées en Californie mettent en évidence l'efficacité des antihistaminiques pour traiter les symptômes de Covid longs.

#### France
Une proposition de résolution visant à reconnaître et prendre en charge les complications à long terme de la Covid-19 fut proposée à l'Assemblée nationale le 21 janvier 2021 par Patricia Mirallès, députée de la première circonscription de l'Hérault, et Julien Borowczyk, député de la sixième circonscription de la Loire.
Cette résolution visait d'une part, à reconnaitre la gravité de certains symptômes du Covid long tout aussi douloureux que handicapants ; et d'autre part, à traiter l'insuffisance de la réponse médicale actuelle, pouvant avoir des répercussions psychologiques chez certains patients,.
La Haute Autorité de Santé considère toutefois que l'état de santé s'améliore de façon progressive, dans la plupart des cas en quelques mois, grâce à une prise en charge pouvant inclure des traitements symptomatiques, du repos et une réadaptation en fonction de la nature des symptômes qui persistent. Les troubles anxieux ou dépressif doivent également faire l'objet d'une prise en charge.
Une association de malades #AprèsJ20 s'est créée pour soutenir, informer le public et donner des conseils.
Vingt députés du groupe Agir ensemble appellent en décembre 2021 à mieux appréhender le phénomène du Covid long, sans quoi il pourrait devenir « une bombe à retardement pour notre société » : « un pays qui compterait demain 5 à 10 % de sa population atteinte de symptômes invalidants persistants, souffrirait d'un grave handicap en termes de force de travail, de force psychologique, d'énergie, de création, d'innovation par rapport à ses compétiteurs. La question se posera notamment vis-à-vis des pays, dont la Chine, qui ont mis en place la stratégie Zéro Covid… » Le groupe de députés appelle notamment à « reconnaitre le Covid long comme une maladie à part entière et lancer sans tarder un parcours de soins spécifique avec des crédits supplémentaires pour la prise en charge de ces patients ».
En novembre 2023, le Covars constate la difficulté du système de santé français et du monde du travail à gérer la situation des « centaines de milliers » de Français atteints.

#### Royaume-Uni
Le National Health Service a mis en place des cliniques spécialisées pour le traitement des formes longues du Covid et l'Institut national pour la recherche en santé a alloué des fonds pour la recherche portant sur les mécanismes responsables de ce syndrome. D'autre objectifs immédiats furent dévoilés, avec par exemple un suivi approprié de 10 000 patients affectés et la mise en service d'une méthode en ligne : « Your Covid Recovery »,.
En novembre 2020, il était estimé que plus de 60 000 citoyens britanniques pourraient souffrir d'une forme longue du Covid, bien qu'il soit impossible de savoir si certaines de ces personnes étaient déjà porteurs de symptômes analogues avant l'infection.

#### Suisse
Une information sur les effets à long terme a été communiquée et publiée en novembre 2020 par la Swiss National Covid-19 Science Task Force,. Les autorités, en particulier l'office fédéral de la santé publique et la Confédération n'ont pas de stratégie en place concernant le Covid long,. Les caisses maladies excluent déjà les effets à long terme de la couverture des assurances complémentaires.
La ligue pulmonaire zurichoise met en place le réseau « Altea » permettant l'échange entre les malades, le corps médical et la communauté scientifique.

## Effets de la vaccination
Selon le physiothérapeute David Putrino (spécialiste de la réadaptation neurologique à l’hôpital Mount Sinai de New York), en 2021, être complètement vacciné limite non seulement le risque de contracter la maladie, mais aussi d'en développer une forme longue. La vaccination ne protège cependant pas toujours contre la COVID longue, même après une infection légère ou asymptomatique.
Près d'un tiers des cas « longs » suivis par du Dr Putrino ont de graves difficultés cognitives (difficulté à se concentrer, à parler et à se souvenir, non présentes avant leur maladie) et 60 % environ ont dû changer de métier ou arrêter de travailler en raison de leur maladie. Néanmoins, selon les données étudiées en 2021, la vaccination pourrait réduire de moitié le risque de COVID longue – ou n'avoir aucun effet sur celui-ci,
En Israël, sur un panel d'environ 1 500 agents de santé vaccinés, 39 ont été infectés, dont 7 (19 %) avec des symptômes persistant plus de 6 semaines.
50 % des vétérans américains vaccinés ont été protégés de la COVID-19 (même Lors de la vague Delta) et chez ceux qui sont tombés malade le risque de COVID long était divisé par deux (11 % dans le groupe non vacciné contre 5 % environ chez les vaccinés.
1,2 million de personnes ayant reçu au moins une dose d'un vaccin ont enregistré leur expérience dans l'application COVID Symptom Study (Londres ZOE et King's College de Londres)1. Chez elles, même en tenant compte de l'immunité décroissante du vaccin et de l'arrivée du variant Delta (plus infectieux) : deux doses de vaccin ont diminué le risque de COVID longue de plus de 50 %. Deux biais de cette étude sont que plus de femmes que d'hommes s'y sont enregistrées, et peu de personnes de zones pauvres.
La vaccination semble dans un grand nombre de cas réduire le COVID long chez ceux qui en souffraient déjà, car au Royaume-Uni, la première dose vaccinale était associée à une diminution de 13 % des symptômes auto-déclarés du COVID-19 chez ceux qui les avaient déjà avant vaccination, et la seconde dose semble diminuer le risque de 9 % supplémentaires.
Une autre enquête épidémiologique (Survivor Corps, 2021) montre que 40 % environ des patients COVID-longs interrogées signalent une amélioration de leurs symptômes après la vaccination ; et que 14 % ont ressenti une aggravation de leurs symptômes.
En novembre 2021, une autre étude à grande échelle, rétrospectivement basée sur les dossiers de santé électroniques d'environ 10 000 personnes vaccinées mais atteintes de COVID (pas encore été évaluée par des pairs) suggère que la vaccination ne protégeait pas contre plusieurs des symptômes associées à une COVID longue (comparativement à un groupe témoin de personnes infectées qui n'avaient pas été vaccinées contre le COVID-19, mais qui avaient reçu un vaccin contre la grippe). Cette étude, portée par Maxime Taquet (psychiatre et chercheur à l'Université d'Oxford) a cherché à aussi prendre en compte des différences potentielles de mode de vie entre ceux qui ont reçu le vaccin COVID-19 et ceux qui ne l'ont pas reçu, en incluant le groupe témoin, mais les  dossiers de santé n'incluent pas les patients asymptomatiques ou Pausymptômatiques non testés.

## Conséquences
Fin 2021, il n'y a pas de consensus sur la nature exacte du « Covid long » ni sur la possibilité de guérison totale pour l'ensemble des cas. L'impact réel de ce syndrome sur la société dans le futur (notamment dans les milieux professionnel et sportif) ne peut donc être mesuré avec certitude,.
Pour sensibiliser le public à ces symptômes, des communautés d'internautes se sont créées sur les réseaux sociaux,, où ils partagent leurs témoignages,.
Des internautes francophones victimes du Covid ont ainsi lancé une campagne, majoritairement sur Twitter, via des tweets avec des hashtags évoquant l'ensemble des expériences vécues jour après jour (#apresJ20, #apresJ60, #apresJ90, etc.). Elle a eu un écho sur les réseaux sociaux et dans l'ensemble de la sphère médiatique.
Un sujet préoccupant pour les malades longs est le refus, de la part de tiers, de prendre leurs symptômes au sérieux et de les reconnaître comme cause d'invalidité en l'absence d'une confirmation d'infection au Covid-19,.

## Recherche
La recherche avance difficilement. La diversité des cas de patients, les différentes causes agissants en parallèle sont autant de complications pour mener des études crédibles. 
L'étude "ComPaRe Covid Long" (financés par l'AP-HP et Université de Paris) est un suivi/étude réalisée sur une cohorte de 2200 personnes environ et publiée dans le International Journal of Infectious Diseases le 12 mai 2023. Une partie de la conclusion est la suivante : « [...] au cours des 2 premières années de maladie, environ 5% des patients vont avoir une amélioration rapide de leurs symptômes; 5% des patients vont avoir des symptômes importants et persistants ; et les 90% patients restants vont avoir une amélioration lente de leurs symptômes. ».
Une étude randomisée en simple aveugle et contrôlée par placebo a révélé que la supplémentation en l-arginine et en vitamine C améliorait les performances de marche, la force musculaire, la fonction endothéliale et la fatigue chez les adultes atteints du Covid long. Après 28 jours, 2 participants du groupe actif et 21 du groupe placebo ont signalé de la fatigue.
La metformine prise les premiers jours des symptômes réduirait le risque de Covid long (-42 % chez les personnes obèses ou en surpoids, notamment si non vaccinées).
Les patchs de nicotine ont montré une efficacité notable sur les principaux symptômes (notamment le brouillard cérébral) d'après une étude de cas de Marco Leitzke. L'étude semble bien menée (pas de conflit d'intérêts déclaré), mais les résultats sont fragiles, seuls quatre cas étant étudiés.
Une étude publiée en 2024 dans la revue Science conclut que « le Covid long actif s'accompagne d'une signature protéique sanguine marquée par une augmentation de l'activation du complément et de la thrombo-inflammation, y compris des plaquettes activées et des marqueurs de la lyse des globules rouges. Les lésions tissulaires peuvent aussi être médiées par le complément et, à leur tour, activer le système du complément. De plus, l'activation du complément peut être induite par des complexes antigène-anticorps, impliquant des auto-anticorps et des anticorps contre les herpèsvirus, ainsi que par une diaphonie avec un système de coagulation dérégulé ».
Les problèmes de sommeils et de douleurs peuvent être améliorés avec un traitement hyperbare.
Parmi les patients souffrant d'hypomagnésémie et de carence en vitamine D, une supplémentation orale combinée en magnésium et en vitamine D est efficace et sûre pour soulager la dépression légère à modérée liée au COVID long.